# Phlaocyon yatkolai
Phlaocyon yatkolai — це вимерлий вид собачих ссавців, відомий з ранньої гемінгфордської (20.4–16 мільйонів років тому) формації Runningwater, округ Бокс-Батт, штат Небраска.
P. yatkolai, названий на честь покійного колекціонера Даніеля Ятколи, відомий через правий зубний ряд із зубами. Це великий вид Phlaocyon, і він демонструє кілька похідних символів у своєму зубному ряду. Однак ці ознаки є дещо менш похідними, ніж у його сестринському таксоні P. mariae. Wang та ін. стверджував, що ці два види виявляють тенденцію до гіперм'ясоїдних зубів, на відміну від гіпом'ясоїдних зубів, виявлених у інших представників роду.